# Surveillance syndromique
De manière générale, la notion de « surveillance syndromique » désigne tous les dispositifs systématiques de surveillance en temps réel (ou « quasi-réel ») de la morbidité et/ou de la mortalité, associés à un système d'information épidémiologique. 

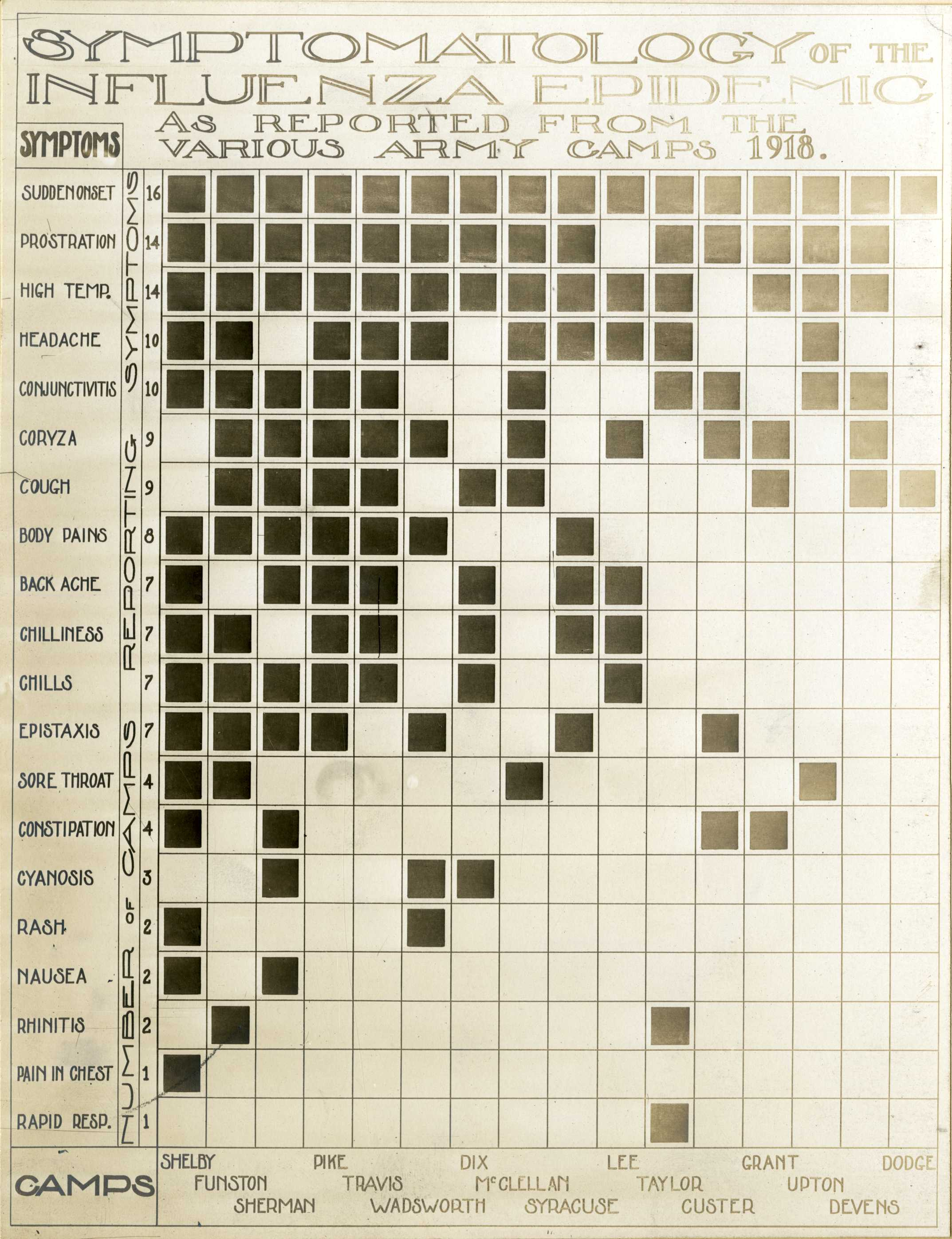
Statistiques médicales militaires présentant les symptômes de l'épidémie de grippe espagnole de 1918, avec les syndromes suivis par les médecins militaires de différents camps de l'armée alliée en France (archives américaines). Ce travail pourrait être considéré comme l'un des premiers exemples de surveillance syndromique

Elle est définie par les CDC américains comme « le processus systématique de collecte et d'analyse des données aux fins de détection et caractérisation des foyers de maladie chez les humains et/ou chez les animaux, en temps opportun ». 
Cette expression est utilisée dans les domaines de la médecine préventive, de la médecine de catastrophe ou de la médecine d'urgence, dans les contextes de veille sanitaire et plus particulièrement épidémiologique ou écoépidémiologique. 

## Objectifs
La surveillance syndromique vise la meilleure réactivité possible de la réponse sanitaire à une crise sanitaire ; de la régulation médicosanitaire des urgences à la « sortie de crise ».
Pour cela il est nécessaire de détecter au plus tôt dans le « bruit de fond » des variations normales de la morbidité les syndromes indicateurs d'une épidémie émergente, d'une pandémie émergente ou d'une exposition inhabituelle à un facteur de morbidité ou de risque de mortalité (polluant, arme chimique ou biologique, contaminant alimentaire inhabituel, etc.) ; 
Au-delà des signaux faibles potentiellement prémonitoire d'une crise sanitaire, il s'agit aussi de détecter au plus vite toute surmortalité anormale (c'est-à-dire non associée à une canicule, un froid exceptionnel ou une autre cause non-sanitaire identifiée).

## Chronologie, hiérarchisation du processus
La première étape est de repérer les « anomalies épidémiologiques » comme telles le plus rapidement possible (en temps réel ou presque) ;

La seconde étape est de les valider, analyser, et surtout d'en comprendre au plus vite les causes (uniques ou synergiques) afin de pouvoir lancer une « alerte précoce » ;

Les épidémiologistes peuvent alors construire une aide à la décision précoce et efficace, à l'attention des gestionnaires de risque, du public concerné ; 

Ensuite, la mise à jour de ces mêmes sources de données pourra confirmer ou non l'efficacité des réponses apportées, et éventuellement aider à confirmer ou réorienter le diagnostic des causes.

## Limite et difficultés
Les indicateurs (« syndromes ») suivis ont souvent un caractère « aspécifique ». 

Ce sont les « anomalies » que sont le dépassement de certains seuils de morbidité ou de mortalité par rapport à la moyenne ou à une référence, qui justifie l'alerte sanitaire (les seuils variant selon la saison, le contexte, l'âge des personnes concernées). 
Un travail important d'analyse peut être nécessaire pour comprendre certaines surmortalités ou le fait que certaines populations semblent plus affectées que d'autres.

## Exemples

### Dans le domaine militaire
Ce sont les armées qui ont le plus expérimenté ce type de surveillance.
Elles le font pour des enjeux d'efficacité sanitaire, et notamment en contexte de guerre ou d'opération (lors de la pandémie de grippe espagnole par exemple) ou pour des corps s'entrainant ou casernés dans les zones à risque sanitaire (en zone d'endémie de certaines maladies graves et/ou très contagieuses) ou pour des forces amenées à s'entrainer en zone à risque (en Guyane avec le Département d'épidémiologie et de santé publique de l'armée française (IMTSSA) . En France, c'est aujourd'hui le Service de santé des armées qui est chargé de ce type d'approche.
L'efficacité de la surveillance syndromique peut être renforcée par une « coopération » entre alliés. Au sein du « groupe de travail de médecine préventive militaire de l'OTAN », une coopération franco-britannique a ainsi été testée pour la surveillance en temps réel. Ce travail visait notamment à garantir l'interopérabilité des systèmes futurs de surveillance syndromique).

### Dans le domaine hospitalier et des soins
Dans les hôpitaux, orphelinats, maisons de retraite, etc. où les personnes sont vulnérables en raison de facteurs d'âge, d'immunité et de promiscuité, des processus particulier de veille sont en place, mais rarement inscrit en temps réel dans un réseau régional, national ou international.

### Pour le suivi de la population générale

#### Dans le monde
Cette approche est envisagée par certains pays dans le cadre la santé publique depuis le début des années 2000. 
Elle sera mise en œuvre à grande échelle aux États-Unis dès 2013-2014 sur la base d'un guide en cours de validation dans le cadre d'un processus national de « dossiers de santé électroniques » certifiés  devrait être lancé en octobre 2013 avec les hôpitaux et les CDC  et divers partenaires, dont  et l'ISDS (International society for disease surveillance), ; 
- the Office of Surveillance, Epidemiology and LaboratoryServices (OSELS),
- PublicHealth Surveillance Program Office(PHSPO)
- The BioSense Programin PHSPO
- Public Health Informatics and Technology Program Office (PH ITPO)

Le réseau mondial ProMED-mail (Program for Monitoring Emerging Diseases, qui rassemble environ 50 000 participants dans le monde, ce qui en fait l'un des dispositifs de veille les plus importants de la planète) s'inscrit dans cette approche pour ce qui concerne les maladies émergentes.

## En Europe
La Commission européenne dispose d'un Comité scientifique sur les risques émergents et nouvellement identifiés pour la santé (SCENIHR). Elle soutient un projet "Eden" (Emerging Diseases in a changing European Environment) associant 48 partenaires situés dans 24 pays. Ils se sont engagés à étudier, décrire et quantifier les impacts des agents pathogènes/vecteurs et leurs relations avec les modifications écopaysagères et socioculturelles. Eden doit s'appuyer sur la télédétection, la modélisation épidémiologique, mais aussi les sciences de l'écologie et biodiversité) pour décrire, modéliser et surveiller le fonctionnement des maladies émergentes en Europe. Ce contexte pourrait faciliter une stratégie européenne intégrant la Surveillance syndromique.
En 2010, la Belgique via le CERVA-CODA a lancé une application informatique (créés par la recherche agronomique française (INRA) qui est un système d'information épidémiologique ditémergences2). Il est dédié à la veille sur les maladies animales émergentes (pour la faune domestique et sauvage), via Internet. Il permet d'apparenter, automatiquement et en temps réel, puis d'expertiser les cas cliniques d'origine indéterminée semblant relever d'un même processus étiologique et susceptibles, à ce titre, de signer l'émergence d'un maladie. C'est un outil de « veille sanitaire ouverte et interactive », presque collaborative qui peut aussi aider à la détection précoce et donc à l'alerte précoce d'une maladie ou d'un syndrome émergent. Ici encore, il ne s'agit pas d'une Surveillance syndromique complète, mais c'est un outil qui pourrait y conduire. 

## En France

### L'existant
La France en 2010 ne disposait encore que d'un système national « classique » de Surveillance sanitaire des urgences et des décès (dit « SurSaUD ») géré par l'InVS. 
Ce système de surveillance intégrait les données sanitaires de mortalité provenant de trois structures : 
1. services des urgences hospitalières (SU) ;
2. associations d'urgentistes de ville SOS Médecins (dans le réseau depuis mai 2006);
3. l'état civil (données de mortalité),

dont en outre-mer (Martinique, Guyane, Guadeloupe, La Réunion, Mayotte.

Mais, ce système ne permet que des analyses rétrospectives. Il ne permet pas de « veille en temps réel » car, outre que certaines communes n'ont pas de bureau d'état civil informatisé, les données de mortalité sont collectées par l'Insee à partir du volet administratif du certificat de décès, mais dans un délai de 3 à 10 jours après le décès selon les cas. En 2010, l'INSEE a développé une application informatique permettant aux épidémiologistes de l'InVS d'automatiser les traitements et analyses de données à partir de « regroupements syndromiques » (indicateurs groupés pour plusieurs codes CIM10 (diagnostics principal et associés) déclarés quand ils sont disponibles et utiles pour la surveillance sanitaire et pertinent selon le contexte (canicules, grand froid, catastrophe naturelle, accident majeur…). 
L'InVS peut ainsi, avec un certain retard sur les faits épidémiologiques produire des tableaux de bord quotidiens et des bulletins de surveillance hebdomadaire.

### Concernant leszoonoseset maladies animales
Il existe de nombreux liens entre maladies humaines et animales, notamment dans le cas des zoonoses. La France se prépare don à mettre en place une « surveillance syndromique » relative aux maladies animales.
Ce dispositif est intégré dans la   « plateforme nationale d'épidémiosurveillance en santé animale », (ou PNESA), créée pour améliorer la  veille éco-épidémiologique et la biosécurité.
L'entité qui collecte les données est le nouvel Observatoire de la mortalité des animaux de rente (dit « OMAR »). Cet observatoire était à l'étude depuis la fin des années 2000 et sa mise en œuvre a été décidée en 2009. Il pourra détecter - presque en temps réel - des anomalies de mortalité animale par rapport à un  « bruit de fond »  (« niveau de référence » défini à partir d'une enquête nationales faite en 2010 sur les mortalités de bovins , après que l'on ait constaté une mortalité anormale de bovins en France.  L’observatoire « OMAR » devrait jouer – chaque fois que nécessaire – un rôle majeur dans la « chaîne de l'alerte précoce ». 

Sa première activité portera sur les « risques sanitaires prioritaires » liés aux maladies bovines. Puis dans un second temps pour d'autres zoonoses à partir des données pouvant être suivies en temps réel à partir des centres d’équarrissage ou d'autres sources.

#### Syndromes suivis en France
En temps normal, les indicateurs syndromiques déjà suivis ou qui seront suivis sont : 
- la mortalité (toute l'année) ;
- les syndromes grippaux, bronchiolite, méningite virale (en octobre-mars, sauf contexte d'émergence épidémique hors-saison) ;
- Gastro-entérite, rougeole (toute l'année) ;
- Asthme, malaises, fièvres, allergies (en été-printemps-automne) ;
- Suivi de différentes pathologies cardiologiques, neurologiques, infectieuses, gastro-entérologiques, traumatologiques, urologiques, psychiatriques et pneumologique (toute l'année) ;

Les effets de la canicule de 2003 en termes de mortalité n'ont pas pu être suivis en temps réel. La France intègre maintenant d'autres syndromes à suivre en cas de canicules, grand froid, rassemblements exceptionnels d'un grand nombre de personnes, catastrophe, etc..